# Andrea Piva
Andrea Piva (Salerno, 1971) è uno scrittore, sceneggiatore e giocatore di poker italiano.

## Biografia

### Attività cinematografica
Nel 1999 scrive soggetto e sceneggiatura di LaCapaGira, esordio cinematografico del fratello Alessandro Piva, piccola produzione indipendente presentata alla Berlinale 2000 e insignita nello stesso anno del David di Donatello, del Nastro d’argento e del Ciak d’oro per la migliore opera prima. Il film, girato interamente in dialetto barese stretto e presentato in Italia con i sottotitoli in italiano, ottiene anche un relativo successo di pubblico, raggiungendo nelle sale italiane il miliardo di lire di incassi, a fronte di uno sforzo produttivo inferiore ai cento milioni di lire.
Nel 2002 scrive sempre per la regia di Alessandro il film Mio Cognato, prodotto con maggiori mezzi da Rai Cinema. Protagonisti Sergio Rubini e Luigi Lo Cascio, il film viene presentato in apertura del Festival di Locarno del 2003 in Piazza Grande.
Nel 2008 firma la sceneggiatura di Galantuomini, quarto film del regista Edoardo Winspeare, in concorso al Festival di Roma e premiato per la migliore interpretazione femminile (Donatella Finocchiaro). Dello stesso anno la collaborazione con Thomas Woschitz, regista austriaco con il quale scrive Universalove, “film konzert” musicato dal gruppo austriaco Naked Lunch, che ha fruttato al regista il Premio Max Ophuls per la migliore opera prima in Germania.

### Attività letteraria
Nel 2006 esordisce nella letteratura pubblicando per Einaudi il romanzo Apocalisse da Camera.
Nel 2017 pubblica per Giunti il suo secondo romanzo, L'animale notturno.
Nel 2024 pubblica per Bompiani il suo terzo romanzo, La ragazza eterna.

## Opere
Sceneggiature
- LaCapaGira, 1999
- Mio Cognato, 2002
- Galantuomini, 2008
- Universalove, 2008

Romanzi
- Apocalisse da Camera, Einaudi, 2006
- L'animale Notturno, Giunti, 2017
- La ragazza eterna, Bompiani, 2024